# Голицький геологічний заказник
Го́лицький заказник — геологічний заказник місцевого значення в Україні. Об'єкт природно-заповідного фонду Хмельницької області.
Розташований у межах Шепетівського району Хмельницької області, на північний захід від села Голики.
Площа 6,6 га. Статус присвоєно згідно з рішенням сесії обласної ради народних депутатів від 28.10.1994 року № 7. Перебуває у віданні ДП «Славутський лісгосп» (Варварівське л-во, кв. 58, вид. 9-11, кв. 68, вид. 1).
Статус присвоєно для збереження місць виходу на поверхню сапонітів (червоної глини), які є малопоширеними у Хмельницькій області. Територія заказника розташована на мальовничих заліснених ялиною звичайною (вік 25—30 років) схилах лівого берега річки Горинь.